# 한국해양과학기술원

인천광역시 연수구 송도미래로 26에 있는 한국해양과학기술원부설극지연구소(KOPRI)

한국해양과학기술원(韓國海洋科學技術院, 영어: Korea Institute of Ocean Science & Technology, KIOST)은 기존의 대한민국 교육과학기술부 산하 기초기술연구회 한국해양연구원이 확대 개편하여 대한민국 해양수산부 산하 특수법인으로 출범한 해양전문 연구·교육기관이다.  본원은 경기도 안산시 상록구 해안로 787(사동 1270번지)에 위치하고 있었으나 2017년말 부산광역시에 조성된 혁신도시((49111) 부산광역시 영도구 해양로 385 (동삼동 1166))로 이전하였다. 고, 거제에 남해연구소, 울진에 동해
연, 제주에 제주연구소가 있으며 부설로 극지연구소와 선박해양플랜트연구소가 있다.

## 설립 근거
- 한국해양과학기술원법

## 연혁
- 1973년 10월 30일 한국과학기술연구소 부설 해양개발연구소 설립
- 2001년 1월 1일 한국해양연구원으로 명칭 변경
- 2012년 7월 1일 한국해양과학기술원 출범[3]

## 조직
- 본원: 부산광역시 영도구 동삼동 1166
- 남해연구소: 경상남도 거제시 장목면 장목1길 41
- 동해연구소: 경상북도 울진군 죽변면 해양과학길 48
- 제주연구소: 제주특별자치도 제주시 구좌읍 일주동로 2670
- 부설 극지연구소: 인천광역시 연수구 송도미래로 26
- 부설 선박해양플랜트연구소: 대전광역시 유성구 유성대로 1312번길 32

### 이사회

#### 원장
- 감사
  - 감사부
- 원장실
- 혁신조정실
- 국제협력부
  - 한·인니 해양과학공동연구센터
  - 한·중해양과학공동연구센터
  - 한·페루 해양과학기술 공동연구센터
  - KIOST-NOAA Lab
  - KIOST-PML Lab
  - 태평양해양과학기지
- 홍보실
- 해양정책연구소
  - 미래전략실
  - 해양법·제도연구실
  - 해양신산업연구실
- 경영본부
  - 기획부
    - 기획실
    - 예산실
    - 정보전산실

  - 행정부
    - 인사실
    - 총무실
    - 시설안전실
    - 재무실
    - 구매실
    - 이사부호기반시설건설사업단
- 부원장
  - 연구개발부
    - 연구개발실
    - 연구관리실
    - 기술사업화실

  - 해양환경·기후 연구본부
    - 해양순환·기후연구센터
    - 해양생태연구센터
    - 해양환경연구센터
    - 해저활성단층연구단

  - 해양자원연구본부
    - 해양생명공학연구센터
    - 심해저광물자원연구센터
    - 대양자원연구센터
    - 해양생물자원연구단
    - 통영해양생물자원기지

  - 해양공학연구본부
    - 연안개발·에너지연구센터
    - 울돌목조류발전기지
    - 해양ICT융합연구센터
    - 해양로봇실증단

  - 해양영토연구본부
    - 해양방위·안전연구센터
    - 해양재난·재해연구센터
    - 관할해역지질연구단

  - 해양연구기반부
    - 해양위성센터
    - 해양기기개발·운영센터
    - 해양빅데이터센터
    - 해양학술정보실
    - 종합연구선건조사업단

  - KIOST스쿨
  - 남해연구소
    - 생태위해성연구부
      - 위해성분석연구센터
      - 선박평형수연구센터

    - 해양시료도서관
    - 연구선운영실
      - 연구선운항팀
      - 연구선관측팀

    - 운영관리실

  - 동해연구소
    - 동해환경연구센터
      - 연안침식연구팀
      - 독도전문연구센터

    - 운영관리실
    - 울릉도·독도해양연구기지

  - 제주연구소
    - 제주특성연구센터
    - 운영관리실

### 설립 과정상의 갈등

#### 한국해양대 등 폐지 논란과 참여 기관 조정
2011년 7월 28일 박희태 국회의장이 한국녹색과학기술원(GREENTECH)과 해양카이스트(KIOST) 설립을 위한 법안을 대표발의했다. 현직 국회의장이 직접 법안을 대표 발의하는 것은 1954년 12월 당시 이기붕 국회의장이 정부조직법 개정안을 발의한 이후 57년만이다. 법안은 부산 해양대학교와 이 지역으로 이전하는 해양연구원 및 해양수산개발원으로 통합해 한국해양과학기술원을 설립, 박사·석사·학사 학위 과정을 운영하도록 했으며 해양과학기술원의 설립·운영 근거와 함께 기관 통합에 따르는 승계사항 등을 다루고 있다.
2011년 8월 1일 반발여론이 거세자 박 의장측은 이 법안에 대해 사실상 철회 입장을 밝혔다. 박 의원측이 철회 수순으로 가닥을 잡게 된 배경엔 통합 대상인 한국해양대와 주무부처인 국토해양부가 강력한 반대 입장을 밝히고 있고 법안을 만드는 과정에도 문제가 있었다는 지적이 제기되었다. 법안을 공동 발의했던 한 의원실 관계자는 이날 통화에서 “우리에게 법안이 왔을 때는 ‘한국해양대’의 폐지규정이 없었다. 한국해양대 폐지규정은 법안에 서명한 이후 생긴 것”이라며 “이에 대한 의원들간 조율이 어려워지면서 (박 의장측에서) 법안 철회결정을 취한 것으로 안다”고 전했다.
2011년 8월 1일 부산광역시는 보도자료를 통해‘한국해양과학기술원법(안)’에 대해 우리나라의 해양인력양성과 해양분야 연구개발에 있어 중추적인 역할을 담당하는 기관들의 급격한 변화를 가져오는 입법화를 충분한 논의나 사전검토 없이 추진하는데 대해 심각한 우려를 표한다고 밝혔다.
2011년 8월 24일 한국해양연구원연구발전협의회는 성명서를 통해 “한국해양과학기술원 설립은 해양연구원을 한국해양대학교에 귀속시키려는 것으로 수용할 수 없다”고 주장했다. 한국해양연구원연구발전협의회는 해양연 정규직 연구원들의 모임으로 회원 수는 143명이다.
2011년 8월 29일 국토해양부는 한국해양대학교와는 별도로 한국해양연구원을 기존 정부출연법에 의한 연구소에서 개별법에 근거한 독립법인 연구기관으로 전환할 계획이라고 밝혔다.
2011년 9월 27일 부경대학교 교수회, 직원협의회, 총학생회, 총동창회는 "특정대학만 참여하는 졸속 계획"이라며 반대성명을 발표했다. 성명에서 이들 단체는 "해운이 특성화된 특정대학만 참여하는 한국해양과학기술원 설립안은 해운이 마치 해양과학의 전부라는 잘못된 인식을 바탕으로 추진된 것"이라고 주장하였다.
2011년 11월 14일 박희태 국회의장과 허남식 부산광역시장, 권도엽 국토해양부 장관, 이주호 교육과학기술부 장관 등은 국회 귀빈식당에서 오찬 회동을 갖고 해양과기원과 한국해양대 연구·교수진만 상호 겸직할 수 있도록 규정, 입법 추진해 온 한국해양과학기술원(KIOST)법 제정안에 부경대와 부산대를 포함시키기로 합의하였다.
2011년 11월 국회 국토해양위원회 법안심사소위원회에서 검토 중인 한국해양과학기술원법에는 한국해양대 교수와 한국해양과학기술원의 연구원이 상호 겸직할 수 있고, 한국해양과학기술원의 당연직 이사 5명 가운데 한국해양대 총장을 포함시키면서 초대 이사장을 한국해양대 총장으로 한다고 명시되어 있다. 이 법안을 두고 부경대와 부산대는 ‘한국해양대에 대한 특혜’라며 반발해왔다. 두 대학의 해양·수산학과 교수들과 한국해양과학기술원 연구원도 상호 겸직할 수 있도록 허용하고, 한국해양대 총장을 한국해양과학기술원의 당연직 이사에서 빼라는 것이다.
2011년 11월 21일 이에 한국해양대는 보도자료를 통해 “다른 대학의 교수가 한국해양과학기술원의 연구원으로 참여하는 것은 받아들이겠지만, 한국해양대 총장을 당연직 이사에서 빼면 한국해양연구원에 약속했던 동삼동 혁신지구 안 2만평 터 무상사용을 백지화하겠다”고 발표했다. 정영석 한국해양대 기획처장은 “한국해양과학기술원 설립에 아무런 기여도 하지 않다가 뒤늦게 특정 대학이 무리한 주장을 펴 논란이 일어왔다”며 “그러나 국회 법안심사소위가 초대 이사장을 한국해양대 총장으로 못박은 점에 만족한다”고 말했으며, 부경대 관계자는 “한국해양대의 교수뿐만 아니라 다른 대학의 교수들도 한국해양과학기술원 연구에 참여할 수 있는 길이 열린 점은 다행이지만, 당연직 이사에 한국해양대 총장을 참여시키는 점은 아쉽다”고 언급했다.

## 사진

한국해양과학기술원부설극지연구소 (인천광역시 연수구 송도미래로 26)

## 같이 보기
- 한국해양연구원
- 한국해양대학교
- 한국해양과학기술진흥원
- 한국과학기술원
- 광주과학기술원
- 대구경북과학기술원
- 울산과학기술원